# Koranko (langue)
Pour les articles homonymes, voir Koranko.
Les koranko, ou phonétiquement, pour les locuteurs, kourranko, sont un groupe de langues de la famille des langues mandé, parlées en Guinée dans la région de plaines et de savane limitrophe du Sierra Leone, du Mali et un peu de la Côte d'Ivoire. Le nom de Kourranko désigne aussi leurs locuteurs.
Cette région est connue sous le nom de Haute-Guinée où la langue dominante est le malinké ou le maninkakan. Les Kourranko s'y situent dans le gouvernorat officiellement dénommé Faranah, mais appelé Sankaran par ses habitants.

## Culture
Tout comme les Malinkés de Gnagassola établis dans la préfecture de Siguiri ou l'ancien Boure et ceux de Kouroussa, les Kourranko sont réputés pour leur culte et leurs fétiches.
Bien que nombre d'entre eux se soient éloignés de l'animisme pour se convertir à l'islam, les Kourranko sont toujours enracinés dans leur rituels systématiquement liés à ceux des Malinkes animistes de la Haute Guinée et montrant de nombreuses ressemblances avec ceux des Dogons, tels que ces hommes qui se tiennent debout sur de longues échasses.
Ils partagent en grande partie les mêmes noms de familles que les Malinkes mais les prénoms sont souvent caractéristiques de leur différence. En tout cas, la grande famille qui puisse exister pour la distinction est Oulare[réf. nécessaire].

## Linguistique
Il y a peu de différences entre les langues kourranko et malinke : l'accent, la prononciation des mots et certaines appellations dues à la différence d'environnement. C'est aussi le cas de toutes les familles de la langue des Mandes car on les rencontre également en conversation avec les Bambaras du Mali, les Malinke, koyaka, mahouka, Koroka, Dioulas, kponga, mangoro, Djamala de Côte d'Ivoire et Dioula du Burkina Fasso, les Malinkes du Mali, de Guinée, du Sénégal et de Gambie (Mandingo), les Koniakes de la région forestière de la Guinée.
Cependant tel n'est pas le cas avec d'autres familles de la langue des Mandens comme les Soussous de la basse côte de la Guinée et de Sierra Leone, les Diakhankés également situés dans cette région de la Guinée, les Dialonkes habitant dans la partie de savane de la Guinée, les Maracas du Mali et de nombreux autres.